# Ivan Čvorović
Ivan Čvorović (ser. Ивaн Чвopoвић, bułg. Иван Чворович, ur. 21 września 1985 w Belgradzie) – piłkarz bułgarski pochodzenia serbskiego grający na pozycji bramkarza. Od 2016 roku jest zawodnikiem klubu Lewski Sofia.

## Kariera klubowa
Swoją karierę piłkarską Čvorović rozpoczął w klubie Teleoptik Zemun. W sezonie 2002/2003 zadebiutował w jego barwach w trzeciej lidze Serbii i Czarnogóry. W 2003 roku odszedł do Sremu Jakovo, z którym w 2004 roku spadł do czwartej ligi.
Na początku 2005 roku Čvorović przeszedł do bułgarskiego klubu Nafteks Burgas. Grał w nim do 2007 roku i wtedy też przeniósł się do innego klubu z Burgas, Czernomorca. Występował w nim do końca 2008 roku. Na początku 2009 roku został zawodnikiem Miniora Pernik. Grał w nim do zakończenia sezonu 2011/2012.
W 2012 roku Čvorović podpisał kontrakt z mistrzem Bułgarii, Ludogorcem Razgrad. W jego barwach zadebiutował 11 sierpnia 2012 w wygranym 3:0 wyjazdowym meczu z Czerno More Warna. Latem 2012 zdobył z Ludogorcem Superpuchar Bułgarii. Czterokrotnie wywalczył tytuł mistrza kraju z Ludogorcem, w latach 2013, 2014, 2015 i 2016. W 2014 zdobył też Puchar Bułgarii.
Latem 2016 Čvorović przeszedł do Lewskiego Sofia.
| Sezon   | Klub               | Kraj                | Rozgrywki   | Mecze | Bramki |
| ------- | ------------------ | ------------------- | ----------- | ----- | ------ |
| 2002/03 | FK Teleoptik       | Serbia i Czarnogóra | Srpska Liga | 8     | 0      |
| 2003/04 | Srem Jakovo        | Serbia i Czarnogóra | Srpska Liga | 10    | 0      |
| 2004/05 | Srem Jakovo        | Serbia i Czarnogóra | IV. liga    | 16    | 0      |
| 2004/05 | Nafteks Burgas     | Bułgaria            | A PFG       | 13    | 0      |
| 2005/06 | Nafteks Burgas     | Bułgaria            | A PFG       | 10    | 0      |
| 2006/07 | Nafteks Burgas     | Bułgaria            | A PFG       | 4     | 0      |
| 2007/08 | Czernomorec Burgas | Bułgaria            | A PFG       | 1     | 0      |
| 2008/09 | Czernomorec Burgas | Bułgaria            | A PFG       | 9     | 0      |
| 2008/09 | Minior Pernik      | Bułgaria            | A PFG       | 11    | 0      |
| 2009/10 | Minior Pernik      | Bułgaria            | A PFG       | 5     | 0      |
| 2010/11 | Minior Pernik      | Bułgaria            | A PFG       | 17    | 0      |
| 2011/12 | Minior Pernik      | Bułgaria            | A PFG       | 26    | 0      |
| 2012/13 | Łudogorec Razgrad  | Bułgaria            | A PFG       | 10    | 0      |
| 2013/14 | Łudogorec Razgrad  | Bułgaria            | A PFG       | 9     | 0      |
| 2014/15 | Łudogorec Razgrad  | Bułgaria            | A PFG       | 6     | 0      |
| 2015/16 | Łudogorec Razgrad  | Bułgaria            | A PFG       | 0     | 0      |
| 2016/17 | Lewski Sofia       | Bułgaria            | A PFG       |       |        |

## Kariera reprezentacyjna
W 2012 roku Čvorović otrzymał bułgarskie obywatelstwo po ponad 5 latach pobytu w tym kraju. W reprezentacji Bułgarii zadebiutował 26 maja 2012 roku w wygranym 2:1 towarzyskim meczu z Holandią, rozegranym w Amsterdamie.